# Relaxin

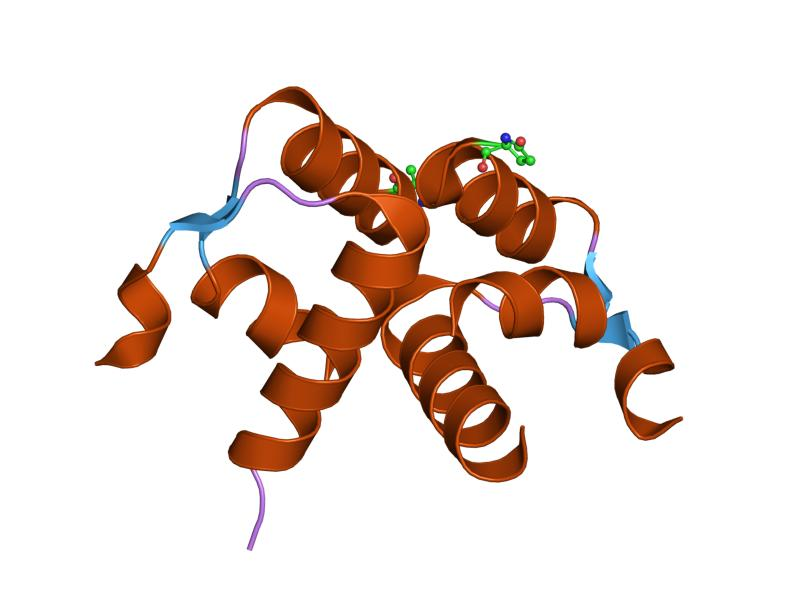
Relaxin

Relaxin (RLN1 och RLN2) är peptidhormoner som först upptäcktes som ett hormon som honor enbart bildar vid graviditet. Sedermera har det visat sig att också hanar bildar relaxin, i prostatan, och att det finns i mannens sperma. 
Med relaxin avses i första hand två nära nog identiska peptidhormoner, relaxin1 och relaxin2, av vilka den första formen finns hos alla däggdjur även människan och den andra hittills bara hittats hos människan och andra primater. Relaxinerna1-2 ingår i en större grupp likartade hormoner, relaxiner eller relaxinliknande peptider.

## Historia
Relaxin (numera RLN1) upptäcktes under djurförsök 1926 av Frederick Hisaw, där det visade sig ha en avslappande effekt på pubisligamenten vid förlossning. Den avslappnande effekten gav upphov till namnet, relaxin. Relaxin kunde sedan påträffas i födande suggors gulkropp och i kaniners placenta. Den avslappnande effekten uppnåddes bara hos individer med höga nivåer östrogen. Efter att man lyckats klona genen för relaxin1 hos människor, fann man relaxin2 också hos människor. Medan samtliga däggdjur har relaxin1, har bara högre primater relaxin2. Det visade sig också att relaxin påminde om insulin, och att det fanns flera peptider som strukturellt, men inte funktionellt, påminde om relaxin. Dessa peptider kallas numera relaxinliknande peptider.

## Bildning och distribution av relaxin
Relaxin1-2 bildas av prekursorn prorelaxin, som påminner om insulin och somatomediner. Genen för prorelaxin finns hos människan på kromosom 9p24.1. RLN1 och RLN2 är strukturellt nästan identiska, medan den strukturella likheten mellan arter ligger mellan 40 och 60%, trots de likartade effekterna. Hos honor bildas det i äggstockarna och i placenta. Hos kvinnor som inte är gravida bildas en liten mängd RLN2 i äggstockarna vid ägglossning. Detta relaxin hos icke-gravida kvinnor uttrycks i lutealceller, granulosaceller i luteniserade folliklar, och i theca interna-celler i gulkroppen, samt i endometrium. Hos kvinnor med utebliven ägglossning (anovulation) bildas inte relaxin.
Hos gravida kvinnor bildas RLN2 i äggstockarna, framför allt under den första trimestern. Detta sker emellertid inte vid konstgjord befruktning. Hos kvinnor når relaxin en topp i graviditetens början. Detta skiljer människan från andra djur hos vilka relaxin1 stiger under graviditeten och sjunker först strax före förlossningen. Under graviditet bildas relaxin också i placenta, samt finns uttryckt i brösten. Relaxin finns i bröstmjölk. Skengravida råttdjur bildar relaxin. Vissa djurarter bildar relaxin framför allt i äggstockarna under graviditet andra bildar det huvudsakligen i placenta.
Det finns bevis från djurförsök att relaxin verkar i centrala nervsystemet, men det finns inga studier på människan i detta hänseende. Människan har cirkulerande relaxin, men hittills har man hittat mest effekter på icke-reproduktiv vävnad hos djur. RLN1 binder till receptorer i brässen, hjärtat, njurar, lungor, mjälte och hud hos råttdjur. RLN2 binder till gulkroppen, endometrium, decidua, placenta, bröstkörtlar, hjärta och hjärna hos människan. RLN1 binder bara till decidua och placenta hos kvinnor, det vill säga under graviditet.
Män bildar RLN1 och RLN2 i prostatan. Det utsöndras med sperma.
Vissa cancerceller utsöndrar relaxin. Detta gäller i synnerhet bröstcancer, samt cancertumörer i endometrium, prostata och sköldkörteln.

### Receptorer
Relaxinet binder till G-proteinkopplade receptorer som kallas RXFP1 (tidigare LGR7).

## Funktion
Det är oklart om RLN1 har någon biologisk funktion hos människan, eller om den uppstått som genduplikation. Genen för RLN2 är identisk med den för RLN1. De utbredda uttrycken för RLN belägger att hormonet verkar utanför själva fortplantningssystemet.

### Reproduktiv funktion
Under graviditet verkar relaxin som tillväxtfaktor för livmodern, vaginan, bröstkörtlar, bröstvårtor, verkar uppmjukande på bäckenbenet och livmoderhalsen, samt bidrar till de kardiovaskulära förändringar som uppstår. Dess påverkan är dock mycket artspecifik, i enlighet med att nivåerna under graviditet skiljer sig åt. Östrogen verkar förändra dess uttryck, och förstärka dess roll som tillväxtfaktor. Förändringar i relaxinnivåerna kan ses vid tidiga missfall.
Den lilla utsöndring relaxin som förekommer vid ägglossning har troligen till funktion att underlätta befruktning och implementering av den befruktade ägget. Eftersom konstgjord befruktning är möjlig, kan dock inte relaxinet vara nödvändigt för detta. Icke-gravida kvinnor som administreras relaxin får rikligare och mer oregelbunden menstruation.
Den relaxin som finns i sperma har troligen också till funktion att underlätta befruktning. Dels underlättar det spermiernas rörlighet, dels påverkar det troligen också kvinnans endometrium. Hos män och djurhanar finns receptorer för relaxin i testiklar och prostata, med oklar roll. Minskade relaxinnivåer hänger emellertid samman med minskad fertilitet hos män och handjur.

### Annan funktion
Relaxin verkar öka törsten. Receptorer finns uttryckta i de delar av hjärnan som verkar på minnet, men hittills har man inte kunnat se ett direkt samband mellan relaxinnivåer och minnesfunktioner. Däremot ökar relaxin oxytocinnivåerna. Relaxin minskar blodtrycket, ökar hjärtfrekvensen och blodvolymen, och fungerar som vasodilator.
Det påverkar kollagensyntesen i reproduktiv vävnad. Relaxin verkar antifibrotiskt. Det kan troligen spela roll i uppkomsten av myom, då myom verkar visa lägre värden relaxin och relaxinreceptorer. Det verkar också vara lägre uttryckt hos personer med endometrios.
Det relaxin som utsöndras från cancerceller verkar som tillväxtfaktorer på tumörerna i fråga. Blockering av relaxin under djurförsök har visat sig minska tumörerna ifråga.